# 何士晉
何士晋（？—1625年），號武莪，直隸宜興縣（今江蘇宜興市）人。明朝政治人物。萬曆戊戌進士，天啟間累官兩廣總督。

## 生平
何士晋之父何其孝晚年得子，族子觊觎其家产，勾结黄姓土豪將其孝殴打致死，家产全被掠夺变卖。继母吴氏將時年九岁的士晋藏于外祖家而得以免祸，并时常將其父血衣展示给读书懈怠的何士晋，激励其上进复仇。何士晋中進士後，持血衣申冤，其仇家终被抵罪。
萬曆二十二年甲午科應天鄉試舉人，二十六年（1598年）戊戌科三甲九十二名進士。户部觀政，初授寧波府推官，在任時號稱「智深胆决，案无留牍。其搏击奸猾，即上官不狥，即显要不顾」。萬曆二十八年和三十一年任浙江和江西鄉試同考官，三十三年行取，擬授兵部主事，三十六年改选工科給事中，巡视節慎庫，剛直敢言。三十九年册封楚王，四十二年巡视皇城。
萬曆四十三年（1615年）发生张差梃击案，何士晋驳斥外戚鄭國泰，情词激切，神宗被迫率太子、长孙駕临慈宁宫门，召文武百官面谕，有何疑忌等语。未几，出士晋为浙江佥事，四十六年升广西参议。
明光宗登基後，何士晉被擢為尚宝司少卿。天啟初年，迁太仆寺少卿，提督東路。天啟二年（1622年）升都察院右佥都御史、巡抚广西。四年升官兵部右侍郎，總督兩廣，當時朝廷徵收三餉來填補軍費，百姓生活艱苦，何士晉因而徵收商稅來抵補遼餉的加派，史稱「共得三十万金抵解辽饷，而民间竟不知有加派之苦」。五年四月為閹黨的御史所誣，以挑衅宫闱，增税扰民被革职，除名为民，被追缴贿赂助饷，士晉憤鬱而卒。崇祯即位，获免，复官，赐恤。《明史》有傳。

## 著作
有《何武莪疏稿》一卷、《工部廠庫須知》12卷。

## 延伸阅读
[在维基数据编辑]
 《明史卷二百三十五》，出自《明史》